# 1655 w sztukach plastycznych

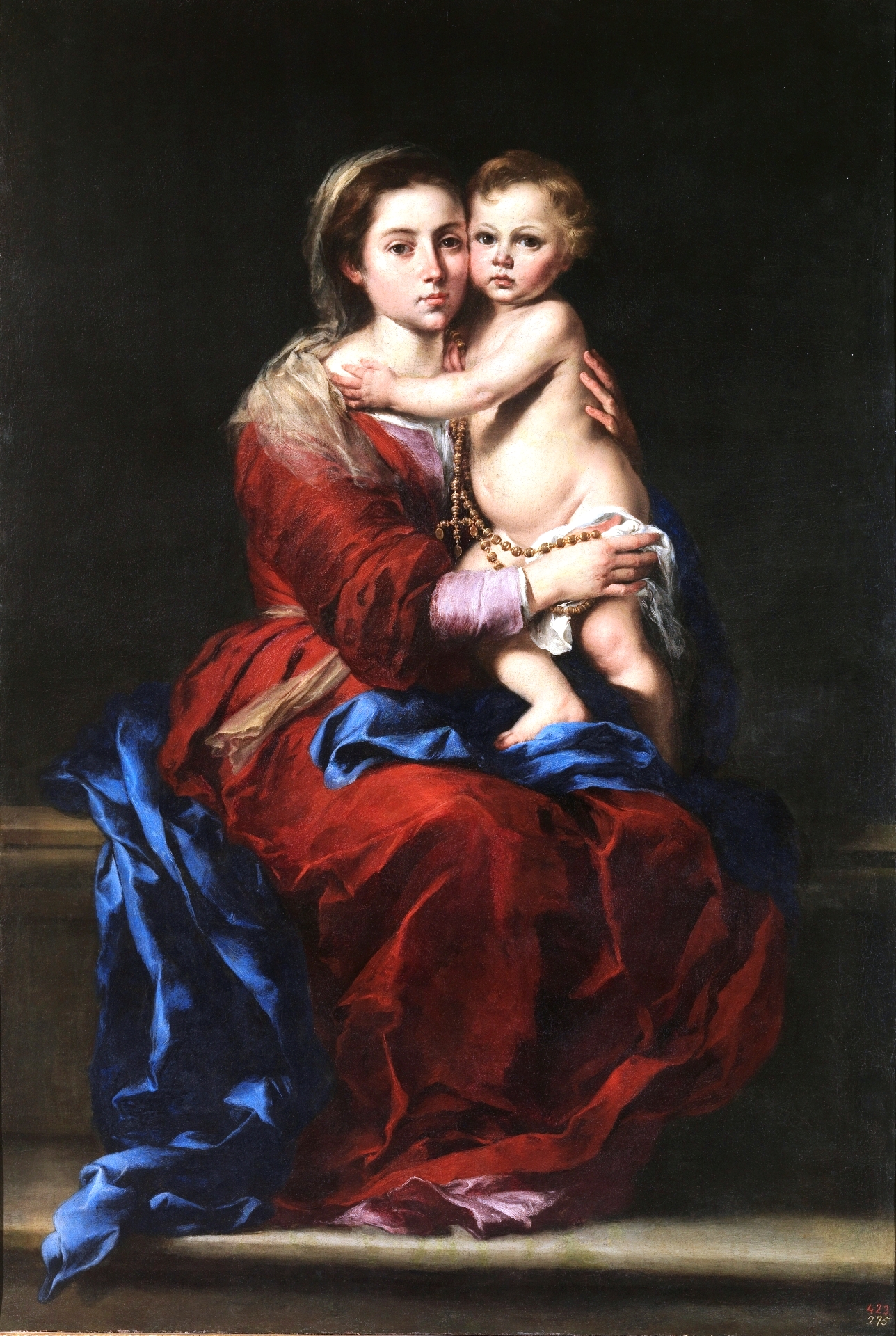
Murillo, Madonna z różańcem

Wydarzenia w sztukach plastycznych i wizualnych w 1655 roku.

## Malarstwo
- Bartolomé Esteban Murillo

Madonna z różańcem (ok. 1650–1655) – olej na płótnie, 164×110 cm
Święty Roderyk (1646-1655)  – olej na płótnie, 205×123 cm